# 1366
1366 (MCCCLXVI) je bilo navadno leto, ki se je po julijanskem koledarju začelo na četrtek.

## Dogodki
- 18. februar - Irska: Statuti iz Kilkennyja. Hiberno-normanski plemiči so sprejeli zbirko statutov, s katero so poskušali (neuspešno) zajeziti asimilacijo angleških naseljencev v Irce.
- 5. april - Burgos: kronanje Henrika iz Trastámare za kastiljskega kralja (Henrik II. Kastiljski). Francoski najemniki pod vodstvom Bertranda du Guesclina se pridružijo pankrtskemu pretendentu za kastiljski prestol Henriku iz Trastámare v vojni proti legitimnemu polbratu, kastiljskemu kralju Petru I.. Henrik iz Trastámare uživa podporo papeža, francoske in aragonske krone. Do odločilne bitke ne pride, ker Peter I. z zakladnico pobegne v sosednjo Portugalsko, od tam pa preko Galicije in Navarre v angleško Akvitanijo.
- 25. maj - Spodletela križarska vojna: vojaški najemniki, ki jih financiral papež Urban V., da bi se znebil oboroženih tolp, ki so ropale južno Francijo, umorijo svojega vodjo Arnauda de Cervola z vzdevkom Nadduhovnik.
- Savojska križarska vojna: križarska vojna pod vodstvom savojskega grofa Amadeja VI. in z blagoslovom papeža Urbana V.. Načrtovana je bila kot pomoč Bizantincem proti Osmanskemu cesarstvu. Amadej VI. in bizantinski cesar Ivan V. Paleolog sta bila bratranca. V prvem letu je savojskim križarjem uspelo zavzeti turški Galipoli, ker pa je bil Ivan V. v bolgarskem ujetništvu so napovedali vojno bolgarskemu carju Ivanu Aleksandru. Savojci prisilijo bolgarskega carja Ivana Aleksandra, da izpusti iz ujetništva bizantinskega cesarja Ivana V. Paleologa. Osvojeni mesti Pomorie in Nesebar sta v zameno za odškodnino 180.000 florintov predani Bizantincem. Ivan Aleksander uporabi odškodnino za vojno proti Madžarom.1367 ↔
- Marinidski sultanat: umorjenega sultana Muhamada II. ibn Farisa nasledi Abu Faris Abdul Aziz I.
- Granadski emir Muhamed V. ustanovi osrednjo bolnišnico.
- Kitajska: Zhu Yuanzhang, voditelj upornih Rdečih turbanov proti dinastiji Yuan, se preneha udeleževati bitk in se naseli v mestu Nanking, od koder vodi svoje generale. 1367 ↔
- Geoffrey Chaucer se je poročil s Philippo (de) Roet, dvorjanko angleške kraljice Filipe Hainaultške.

## Rojstva
- 11. maj - Ana Luksemburška, angleška kraljica († 1394)
- 26. avgust - Konrad Kyeser, nemški vojaški inženir († 1405)
- 28. avgust - Jean Le Maingre, francoski vojskovodja, maršal († 1421)

Neznan datum
- Mirza Miran Šah Beg, vladar Kandaharja in Azerbajdžana († 1408)

## Smrti
- 25. januar - Henrik Suzo, nemški mistik (* 1298)
- 26. april - Simon Islip, canterburyjski nadškof
- 25. maj - Arnaud de Cervole, francoski najemnik in razbojnik ((* 1300)

Neznan datum
- Gasan Joseki, japonski soto budistični mojster (* 1275)
- Jean de Roquetaillade, francoski frančiškan in alkimist (* 1310)
- Ming Yuzhen, kitajski upornik, kralj Daxie
- Muhamad II. ibn Faris, marinidski sultan
- Taddeo Gaddi, italijanski slikar, arhitekt (* 1300)